# Chloé Ridel
Chloé Ridel (nascida a 25 de Novembro de 1991) é uma política francesa do Partido Socialista (PS). Foi eleita deputada ao Parlamento Europeu em 2024. Serve como porta-voz do PS desde Março de 2023.

## Carreira
Em 2020, foi co-fundadora do think tank de esquerda Institut Rousseau. Para a eleição legislativa de 2022, foi abordada pelo Partido Radical de Esquerda para ser candidata pelo 6.º distrito eleitoral de Gard, mas recusou o convite.